# ベルガマ

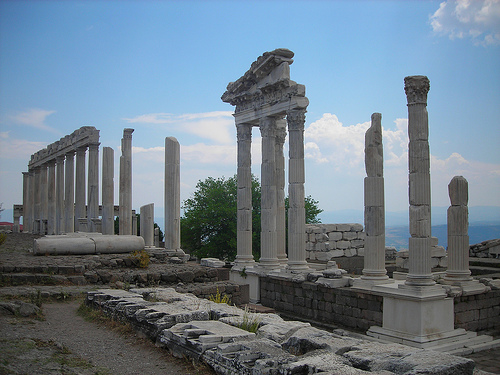
ベルガモン遺跡

ベルガマ（トルコ語: Bergama）は、トルコ共和国の行政区、イズミル県（İzmir）の北部にあり、国土の西側に位置する。かつてはペルガモンと呼ばれた。

## 概要
アレクサンダー大王の死後、引き継いだフィレタイロスが築いたペルガモン王国の都、アクロポリス遺跡は有名な観光名所で、ベルガマの街並みを一望出来る。他にも、大劇場やトラヤヌス神殿など、ローマ時代の歴史的建造物が立ち並ぶ遺跡群は、観光地として大人気である。1860年代、ドイツの建築家カール・フーマンにより遺跡群は発見され、出土品の多くはベルリンのペルガモン博物館に収められている。

## アクセス
- 高速バス
  - 南の郊外にあるオトガルよりイズミル行のバスが頻発している。チャナッカレ、エフェスなどにもバスの便あり。